# Писцовая улица
Писцо́вая у́лица — улица, расположенная в Северном административном округе города Москвы на территории Савёловского района.

## История
Название улицы известно, по крайней мере, с 1901 года и, по утверждению старожилов, правильная форма названия — Песецкая, потому что один из прежних обитателей улицы пытался завести здесь ферму по разведению пушных зверей — песцов. На карте Москвы 1901 года под изданием Суворина улица называется Пясцовая. Возможное альтернативное происхождение названия улицы от болгарского слова «пясъци» — пески. Также вероятно, что название улицы произошло от так называемых писцовых церковных земель, которые принадлежали церкви Рождества Богородицы в Бутырской слободе и занимали 807 га.

## Расположение
Писцовая улица проходит на запад от Вятской улицы, пересекает Башиловскую и Полтавскую улицы, с юга к Писцовой улице примыкает 2-я улица Бебеля, улица проходит далее до Петровско-Разумовского проезда. Нумерация домов начинается от Вятской улицы.

## Примечательные здания и сооружения
По нечётной стороне:

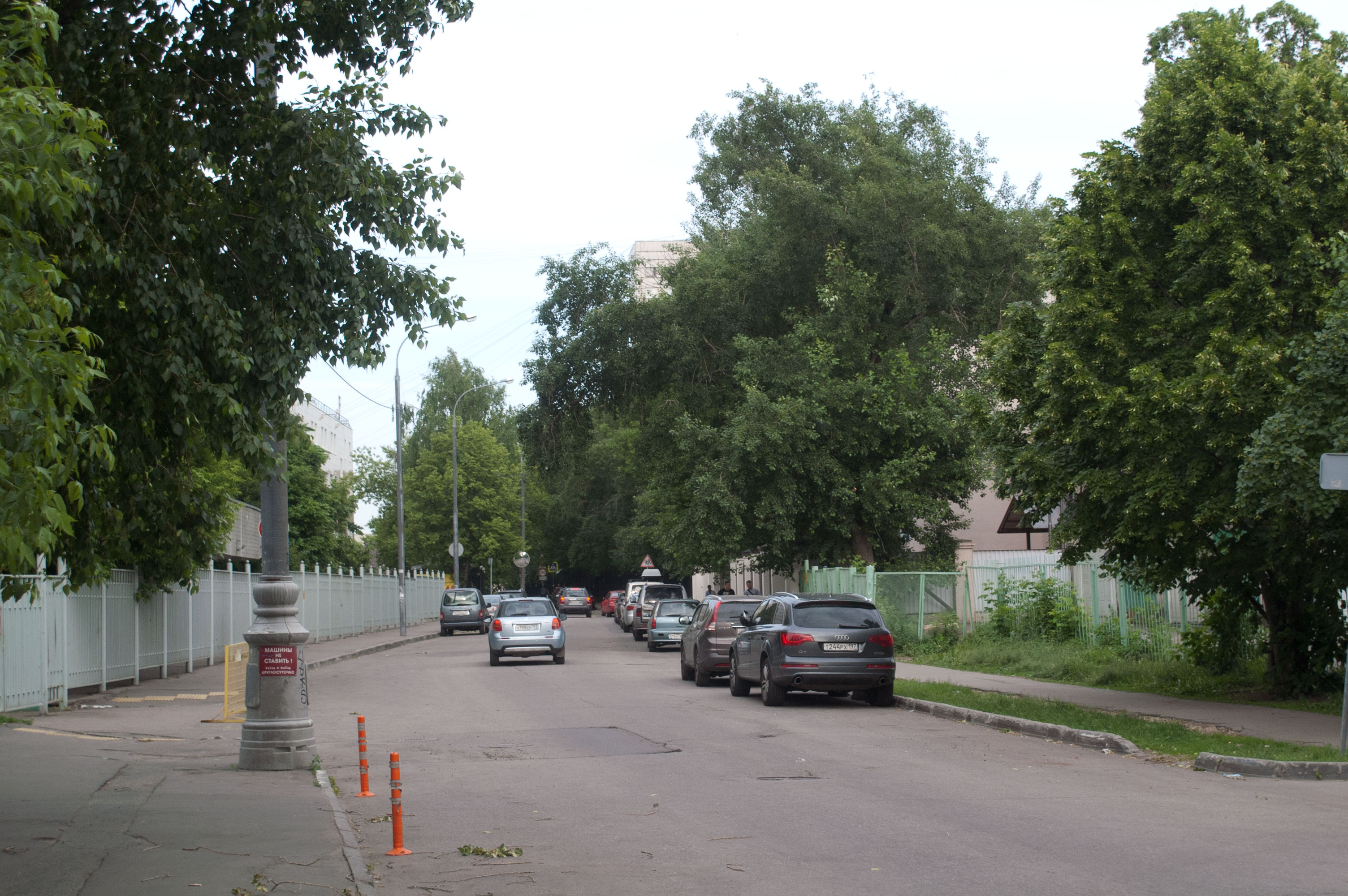
Писцовая улица

- № 7а — школа № 1164 (проект 1934, архитектор Т.И. Макарычев)[6],

По чётной стороне:
- № 10 — Городская клиническая больница № 24. Больница переведена сюда в 2009 году. До этого размещалась на углу Петровки и Страстного бульвара в историческом здании Ново-Екатерининской больницы.
- № 12 — МПО им. И. Румянцева — спорткомплекс.
- № 14а — школьное здание не относится к типовым, построено по проекту архитектора Ершова, сейчас существует в единственном экземпляре, потому что второе школьное здание, построенное по этому проекту на ул. Цандера, реконструировано (школа открылась 1 сентября 1937 года).[источник не указан 1533 дня] Бывшая школа 211, с 2015 года, после объединения, также носит номер 1164.

## Транспорт

### Автобус
| Ошибка: маршрут А 82 не описан в модуле НОТ Москвы. |

«→» — остановки проходятся только при движении в прямом направлении; «←» — остановки проходятся только при движении в обратном направлении.

### Метро
- Станции метро  Динамо и  Петровский парк — юго-западнее улицы, на Ленинградском проспекте
- Станции метро  Савёловская и  Савёловская — юго-восточнее улицы, на площади Савёловского вокзала

### Железнодорожный транспорт
- Савёловская
- Платформа  Савёловская — юго-восточнее улицы, на площади Савёловского вокзала